# Cyprès de Lambert
Pour les articles homonymes, voir Lambert.
Cupressus macrocarpa
Espèce
Classification phylogénétique
Statut de conservation UICN

 VU D2 : Vulnérable
Le cyprès de Lambert ou cyprès de Monterey (Cupressus macrocarpa) est une espèce de plantes de la famille des Cupressacées. C'est un arbre endémique de la côte centrale de la Californie.

## Description
C'est un arbre sempervirent, de grande taille, qui devient souvent irrégulier et tabulaire sous l'effet des vents forts qui caractérisent son aire d'origine. Il peut pousser jusqu'à 25 mètres de hauteur et son tronc peut atteindre un diamètre de 2 mètres ou plus (un spécimen en Bretagne nord, à Plestin-les-Grèves, mesure un peu plus de 4 m de diamètre, 13 m de circonférence).

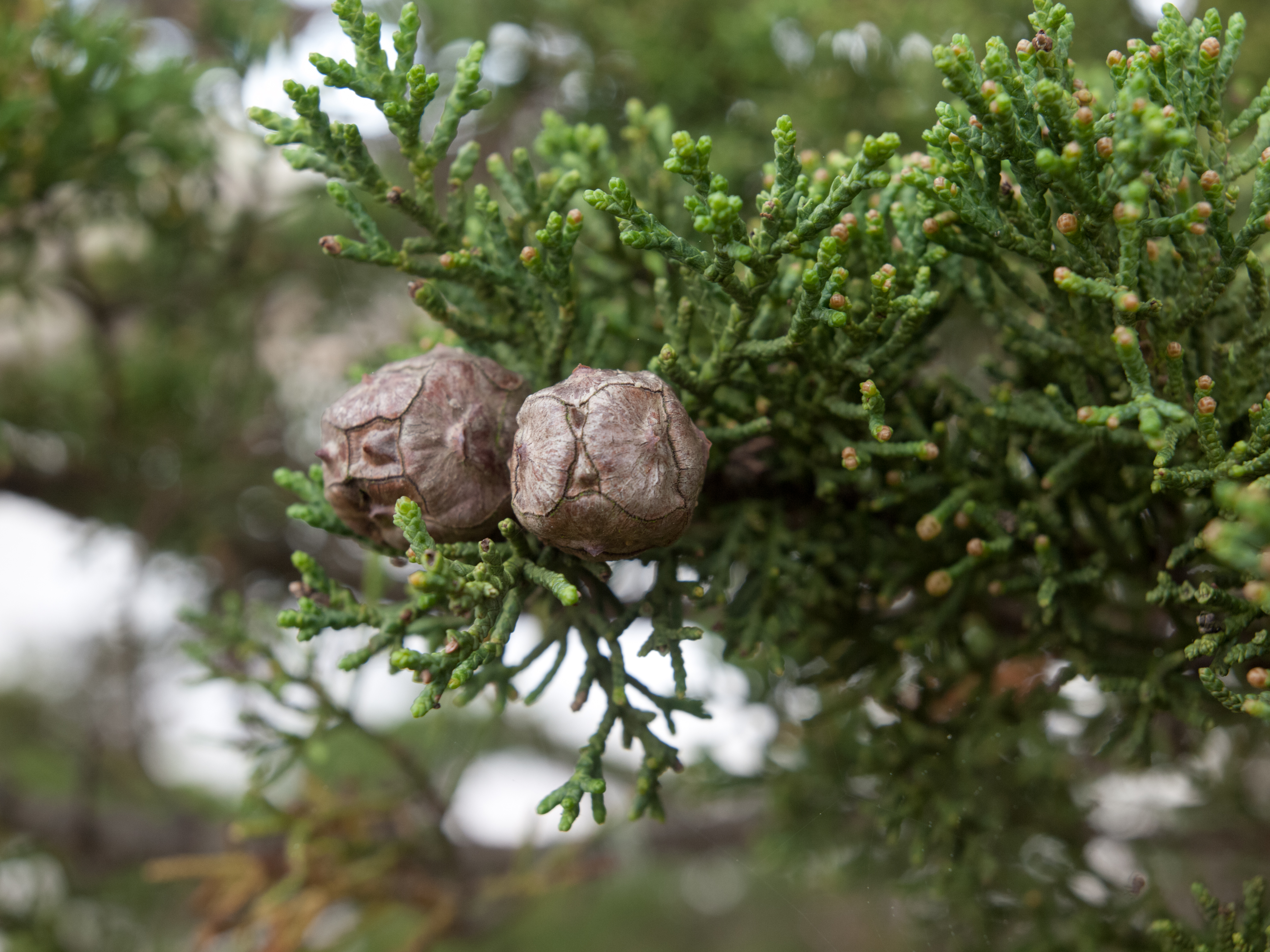
Cônes femelles mûrs.

Le feuillage pousse en rameaux denses, de couleur vert brillant. Les feuilles sont en forme d'écailles imbriquées  de 2 à 5 mm de long recouvrant des ramules de section cylindriques et non pas aplaties. Les jeunes plants, jusqu'à un an, ont des feuilles juvéniles en forme d'aiguilles de 4 à 8 mm de long.
Les cônes femelles sont globuleux à oblongs de 20 à 40 mm de long, formés de 6 à 14 écailles, vertes au début, tournant au brun au bout de 20 à 24 mois après la pollinisation. Les cônes mâles, plus petits, ont 3 à 5 mm de longueur et relâchent leur pollen en février-mars.

## Distribution et habitat

### Habitat endémique originel
À l'état endémique originel, l'espèce est confinée à deux petits peuplements situés en Californie près de Monterey et de Carmel. Ces bosquets sont protégés dans le cadre de la réserve d'État de Point Lobos et à Del Monte Forest. Un individu y est particulièrement connu, le Lone Cypress.
L'habitat naturel de ce cyprès est connu pour être frais, aux étés humides et presque constamment baigné par les brumes marines. Il ne résiste pas aux températures inférieures à - 15 °C.
Quand il croît dans de meilleures conditions que celles de son habitat originel, il devient souvent plus grand, certains individus atteignant 40 m de haut et 3 m de diamètre. Lorsqu'il est planté dans des régions aux étés chauds, (par exemple à l'intérieur de la Californie, loin de la zone du brouillard marin), il s'est montré très sensible au chancre du cyprès, provoqué par un champignon, le Seiridium cardinale, et survit rarement plus de quelques années ; cela n'est pas un problème là où les étés sont frais.

### Répartition en France-métropolitaine
Outre son acclimatation dans quelques arboretums de l'est de l'Île-de-France et du nord de l'Alsace, ainsi que sa présence en Provence-intérieure, des spécimens plantés il y a parfois plus d'un siècle se rencontrent sur une partie des littoraux de France métropolitaine.

#### Littoral-Atlantique
- Sud de la Manche : Golfe de Saint-Malo, Côte de granit rose, Baie de Lannion et Pays pagan
- Côte-Atlantique :
  - Iroise : Côte des Abers, Rade de Brest, Presqu'île de Crozon, Baie de Douarnenez et Baie d'Audierne.
  - Golfe de Gascogne : 
    - Bretagne-Sud et Littoral des Pays-de-la-Loire : Côte-Sud du Pays-Bigouden, Anse de Bénodet, Baie de La Forêt, Côte de l'Aven, Anse du Pouldu, Rade de Lorient, Massif dunaire de Gâvres-Quiberon, Golfe du Morbihan, Mor braz, Presqu'île guérandaise, Estuaire de la Loire, Côte de Jade, Île de Noirmoutier et Côte de Lumière
    - Îles du Marais-Poitevin
    - Littoral de Nouvelle-Aquitaine : Aunis, Saintonge, Archipel charentais, Côte d'Argent et Côte basque

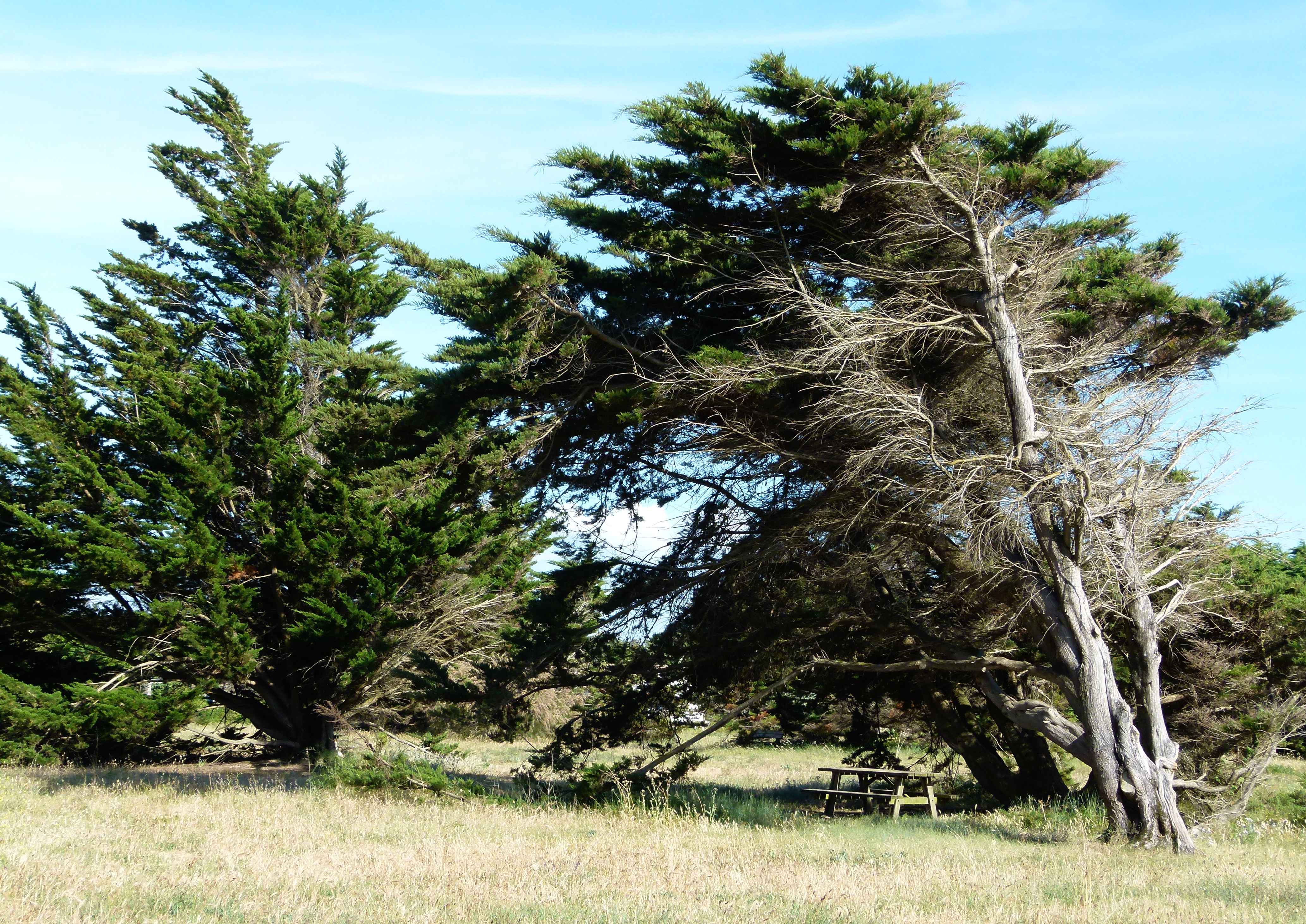
Cyprès de Lambert, sur l'Île d'Oléron.

- Îles du Ponant

#### Midi-Méditerranéen
- Littoral-Languedocien
- Massif des Maures et Massif de l'Esterel
- Alpes maritimes

## Systématique

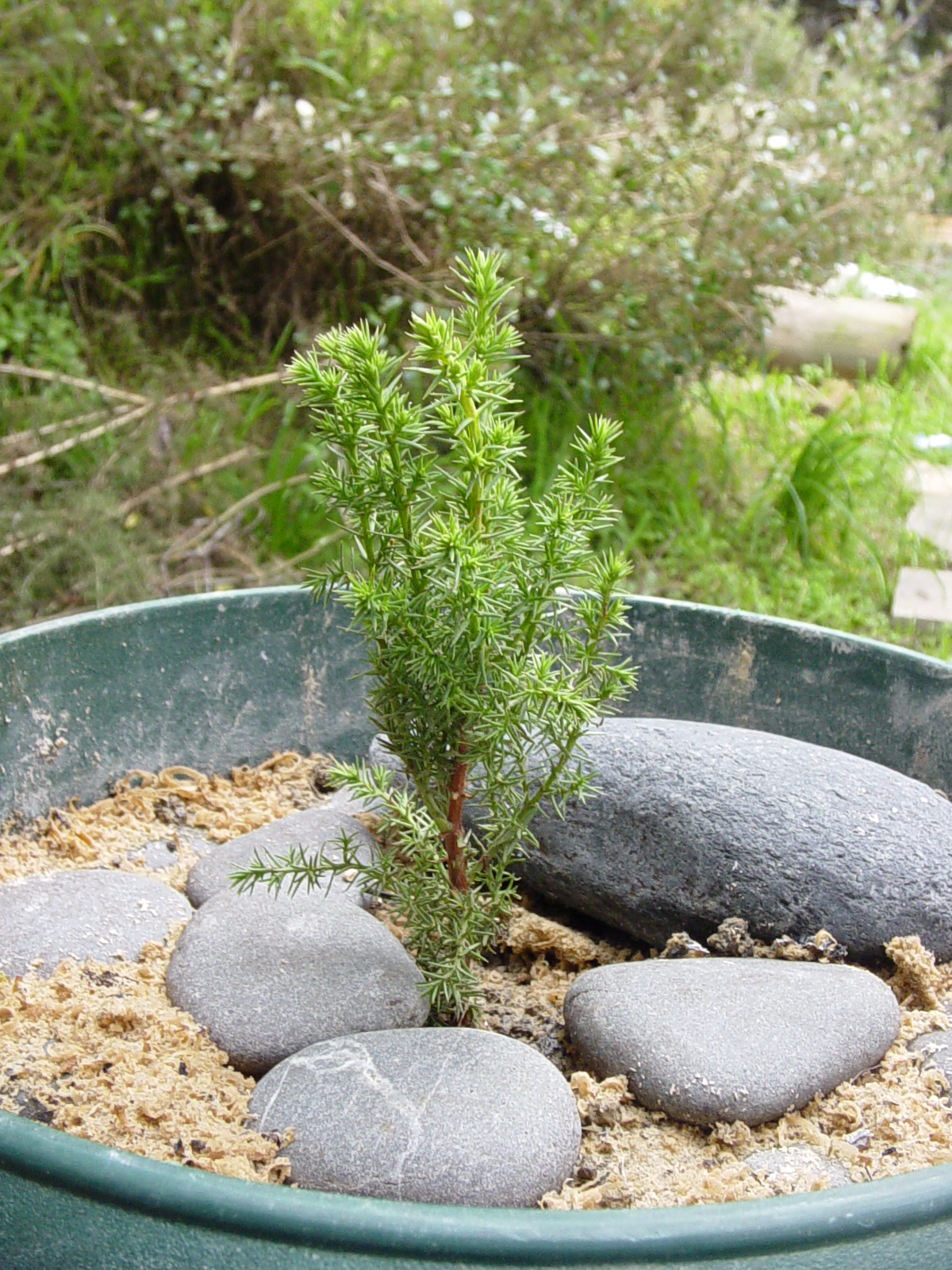
Jeune pousse portant des feuilles juvéniles en aiguilles. Le cyprès de Lambert est un arbre à croissance juvénile rapide (jusqu'à 1 mètre par an).

Le cyprès de Lambert a été découvert en 1846 par un botaniste allemand, Theodor Hartweg, bien que des plants d’origine inconnue furent déjà cultivés en Grande-Bretagne à cette époque. C'est l'un des parents du cyprès de Leyland, hybride à croissance rapide, dont l'autre parent est le cyprès de Nootka. Ce cyprès est considéré comme une espèce menacée et figure dans la Liste rouge de l'UICN.
Le nom spécifique macrocarpa, qui signifie « à gros fruits », fait référence à la taille des cônes femelles qui sont les plus gros rencontrés dans le genre Cupressus. Le nom scientifique reconnu est Cupressus macrocarpa Hartw. ex Gordon. Synonyme : Cupressus Lambertiana Carr.

## Commensalisme
Ce cyprès a ramené avec lui de multiples espèces de champignons saprotrophes qui lui sont propres comme deux espèces rares : l'agaric de Singer (Amanita singeri) et la lépiote d'Angers (Lepiota andegavensis) dont les sites connus de cette dernière dans le monde n'excèdent pas les doigts d'une main.

## Utilisation
Le cyprès de Lambert est largement cultivé en dehors de son aire d'origine, aussi bien le long de la côte californienne que dans d'autres régions qui ont un climat océanique similaire,  aux étés frais et aux hivers doux (par exemple la Grande-Bretagne, la France, l'Ouest de l'Oregon et la Nouvelle-Zélande où il est naturalisé) en général comme arbre d'ornement et à l'occasion pour la production de bois. Les bois de sciage sont utilisés par de nombreux artisans et petits fabricants comme bois d'œuvre et comme bois décoratif pour sa belle couleur rosée et son grain fin.
En Nouvelle-Zélande, où on le désigne toujours sous le nom de Macrocarpa, il est le plus souvent conduit en arbre de protection dans les fermes, le plus souvent en alignements ou « rideaux-abris ». Dans ce pays, le bois du Macrocarpa était employé pour les poteaux de clôture avant que les clôtures électriques ne se généralisent[réf. nécessaire].